# Hess Swisstrolley
De Hess Swisstrolley is een 18 of 18,75 meter lange gelede trolleybus die wordt geproduceerd door Carrosserie Hess in Bellach (Zwitserland). De bus is voorzien van een verlaagde vloer waardoor deze toegankelijk is voor mindervaliden en mensen met kinderwagens. In de bus kunnen ongeveer 140 mensen vervoerd worden (afhankelijk van uitvoering). Er zijn de afgelopen jaren drie generaties ontwikkeld.

## Geschiedenis

### Eerste generatie
In 1989 ontwikkelde Hess, samen met de bedrijfsvoertuigbouwer Arbon & Wetzikon (NAW) als chassisleverancier en Asea Brown Boveri (ABB) als leverancier van elektrische apparatuur, de eerste met een lage vloer gelede trolleybus. Dit type bus kreeg de typeaanduiding NAW/Hess/ABB BGT-N oftewel Swiss Trolley. Het eerste prototype was in vele steden te gast voor proefritten, soms zelfs in de reguliere dienst. Uiteindelijk werden er in 1991 dertien voertuigen (serie 701-713) gekocht in 1991 door de Transports publics genevois (met elektrische apparatuur van Siemens) en een exemplaar door de Zwitserse federale spoorwegen (Verkehrsbetriebe Biel).

### Tweede generatie

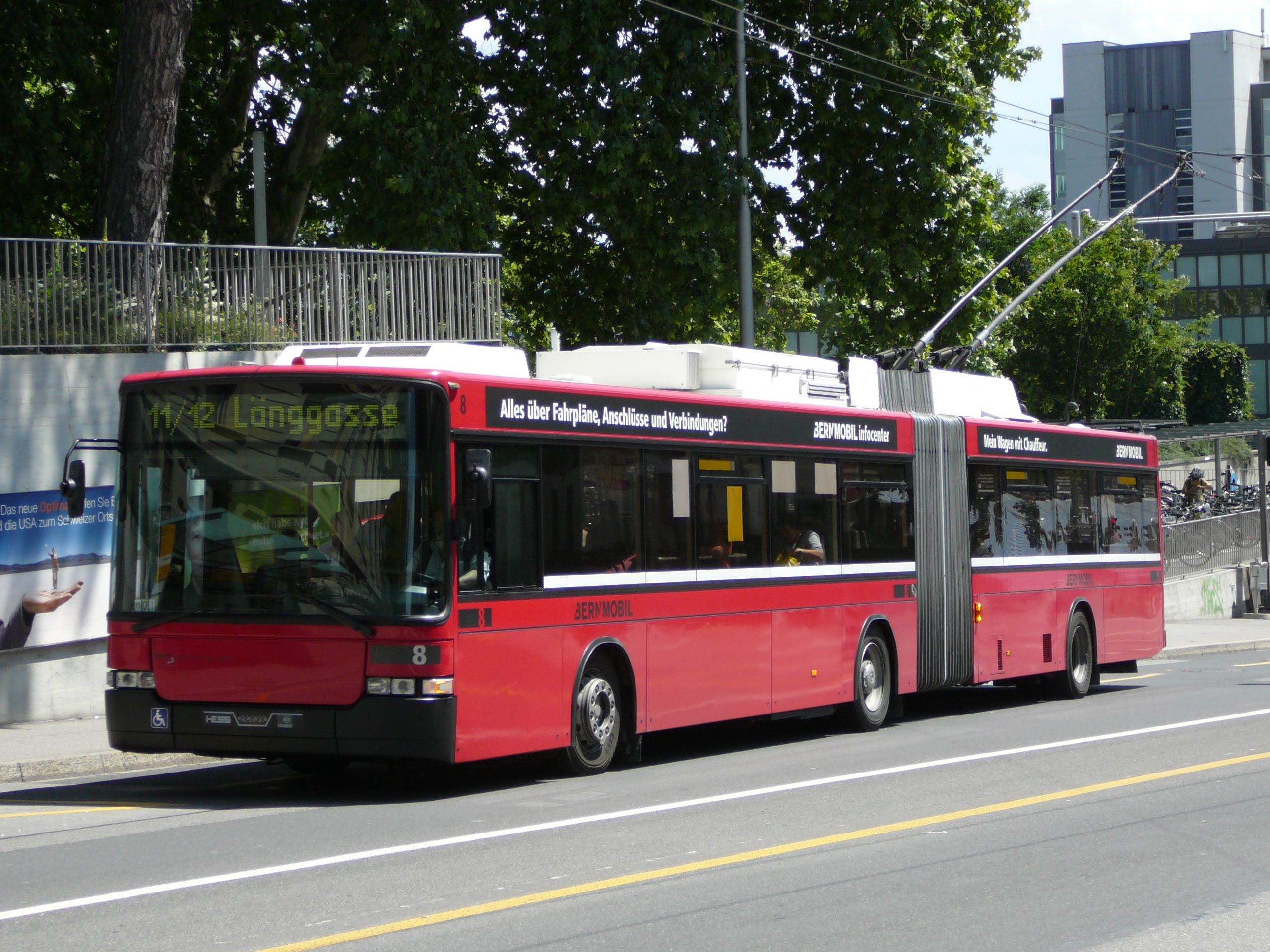
Tweede generatie bus van Städtischen Verkehrsbetriebe Bern

In 1996 kwam Hess met de tweede generatie van de Zwitserse trolleys in het toen nieuwe Hess-design op de markt. De typeaanduiding werd veranderd in NAW/Hess/ABB BGT-N2, de naam in Swisstrolley 2 en het elektrische apparatuur werd toen geleverd door Siemens en vervolgens vanaf 1998 door Kiepe. In totaal werden er 35 exemplaren verkocht.
In 1996 gingen er vijf exemplaren naar Transports Régionaux Neuchâtelois voor de stadsdienst in La Chaux-de-Fonds en acht exemplaren naar de stadsvervoerder Städtischen Verkehrsbetriebe Bern, voor op het trolleynetwerk van Bern. In 1998 gingen er nog een twaalf exemplaren naar Städtischen Verkehrsbetriebe Bern en tien exemplaren naar Verkehrsbetriebe Biel voor gebruik in Biel.

### Derde generatie

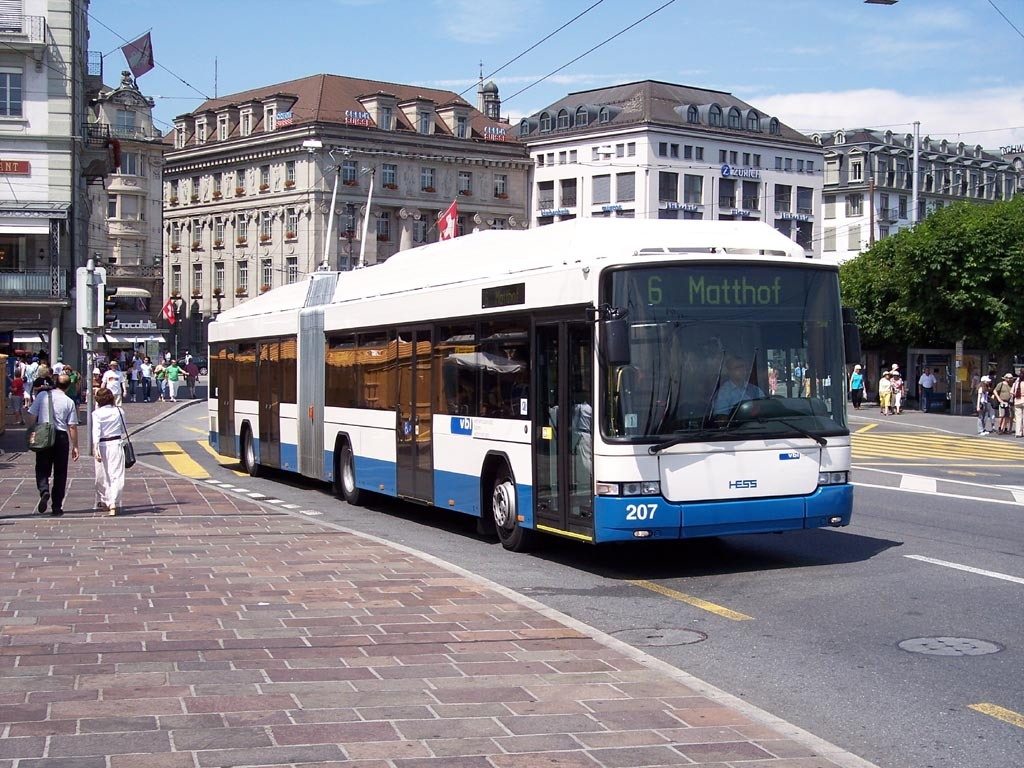
Derde generatie Swisstrolley nog in het oude ontwerp

De Swisstrolley 3, die wordt gebouwd sinds 2003, is nu het meest succesvolle onderdeel van de Swisstrolley-serie. De lighTram is gebaseerd op deze serie en wordt sinds 2003 ontwikkeld. Na het faillissement van NAW in 2002, had Hess besloten om het chassis voor de bussen zelf te bouwen. Componenten, zoals assen en ophanging, blijven daarentegen door Daimler-Benz geleverd. De elektrische apparatuur werd geleverd door Vossloh, de opvolger van de onderneming Kiepe. De exacte typeaanduiding van de Swisstrolley 3 (vaak afgekort tot ST 3) is Hess/Vossloh Kiepe BGT-N2C (O2668).

### Vierde generatie

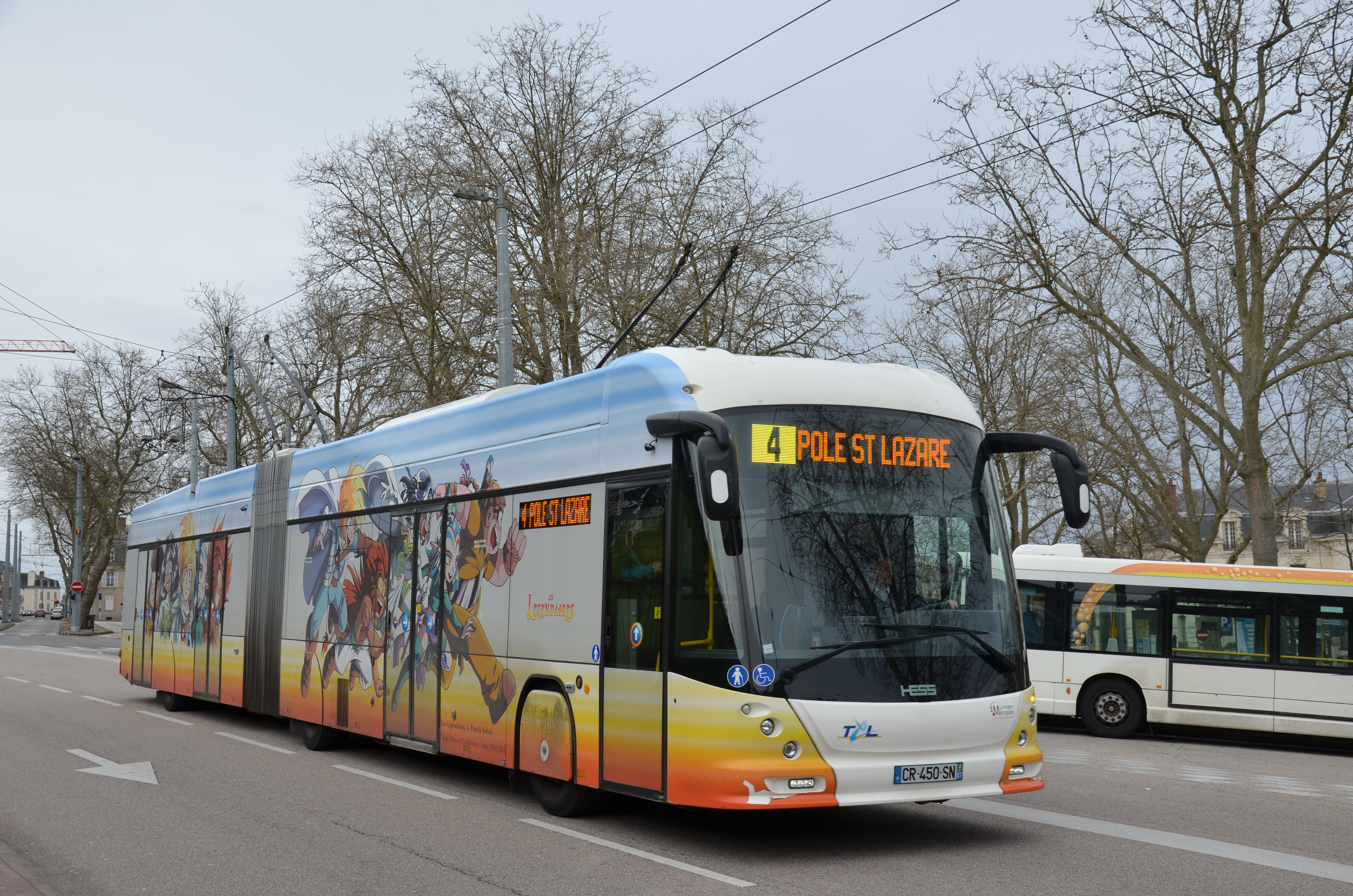
Vierde generatie Swisstrolley, speciaal ontwerp.

De Swisstrolley 4 is momenteel de nieuwste generatie en is in 2012 geïntroduceerd. Het ontwerp zal nog hetzelfde blijven als bij de Swisstrolley 3, echter koos TCL voor een meer op een tram lijkende uiterlijk voor hun bussen. De vierde generatie heeft een ontwerp dat is gebouwd voor modulaire mode en geoptimaliseerd gewicht. Enkele vervoersbedrijven die al de Swisstrolley 4 in dienst hebben zijn onder andere TL met 27 bussen en TCL met 4 bussen, en de VBZ met 21 bussen.

### Vijfde generatie
In september 2016 bestelden zowel Bernmobil (zestien bussen) als Verkehrsbetriebe Biel (tien bussen) enkele nieuwe bussen. Deze bussen zullen de vijfde generatie vormen en in de loop van 2018 worden geleverd.

### Ontwerp

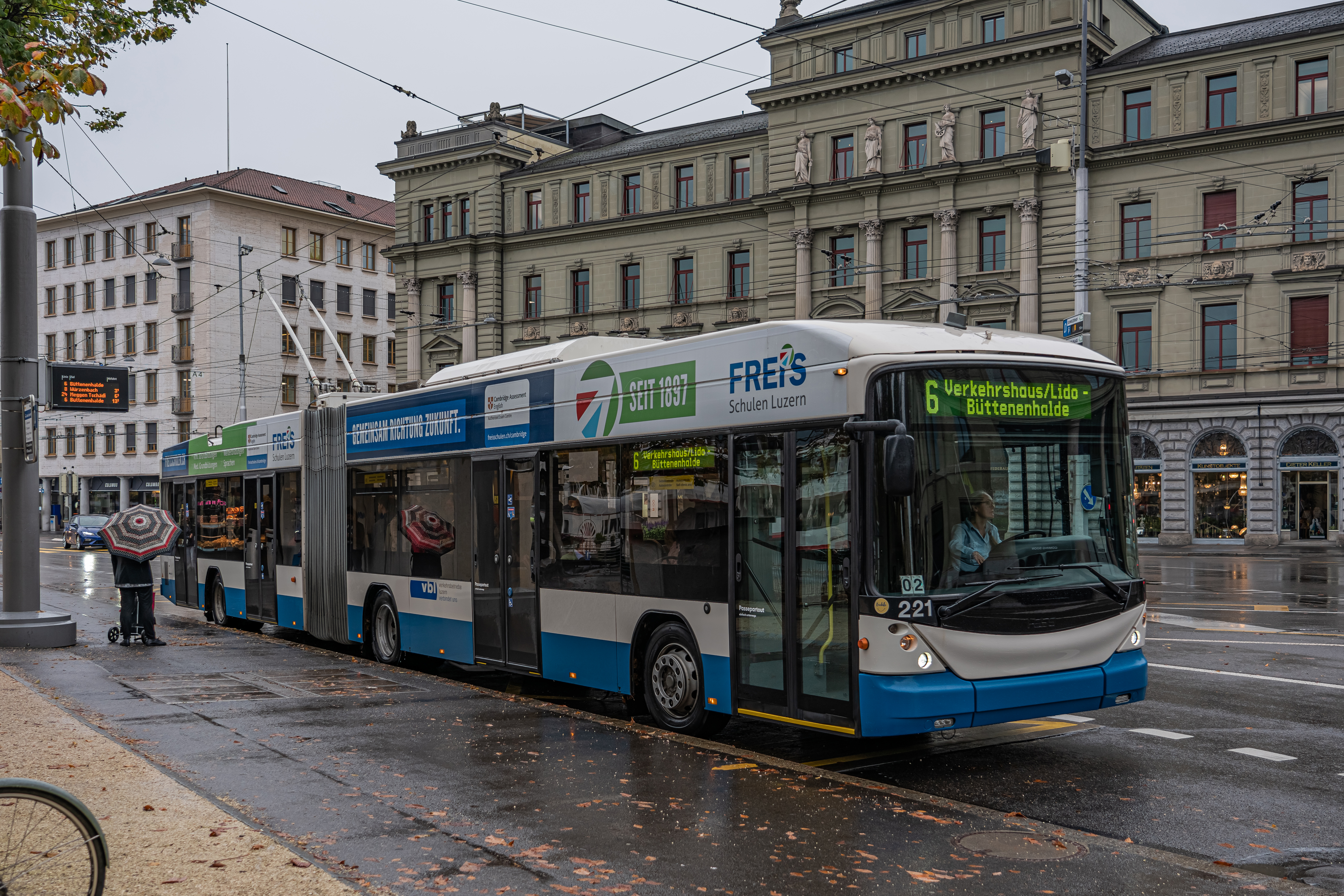
Derde generatie Swisstrolley volgens het nieuwe ontwerp

In eerste instantie verschilde de Swisstrolley 3 in 2003 aan de buitenkant niet zoveel van de Swisstrolley 2. Er waren alleen enkele kleine dingen zoals de kuip op het dak. Het Hess ontwerp uit 1996 was in deze tijd met kleine aanpassingen nog steeds actueel. In het interieur vielen een aantal dingen op. Zo vielen vooral de nieuwe, gebogen vormen van de ondersteunende staven en het feit dat de rolstoelplaatsen nu te vinden waren in de tweede en de derde deur, en niet langer meer in de tweede en de vierde deur. Ook werden andere stoelen geïnstalleerd. Er moet echter worden opgemerkt, dat de inrichting van de bussen kan worden beïnvloed door de exploitanten.
Vanaf 2006 werd de Swisstrolley 3 gebouwd in het nieuwe Hess-ontwerp. Deze verandering was vooral aan de buitenkant te zien. Binnenin de bus was er weinig veranderd, met uitzondering van het feit dat de stoelen een andere vorm kregen.

## Hybride versie
Op basis van de Swisstrolley werd er in 2010, in navolging van de hybride Hess lighTram, ook een hybride versie ontwikkeld voor de Swisstrolley. Om onderscheid te maken tussen de trolleybus en de hybride bus werd dit de Hess SwissHybrid genoemd.

## Inzet
In Nederland is Hermes de enige busmaatschappij die met de Hess trolleys rijdt. Daarnaast rijden er vooral in Zwitserland nog verschillende exemplaren rond. Ook in Duitsland en Frankrijk rijden er verschillende exemplaren rond.

### Arnhem
In 2009 bestelde Novio negen bussen (series 5234-5242) voor de stadsdienst in Arnhem met nog een optie voor vijf bussen meer. Deze bussen waren exemplaren van de derde generatie en zouden een groot deel van de oude Volvo-trolleybussen vervangen. In juli 2012 werd bekend dat er 31 extra Swisstrolleys van de derde generatie waren besteld voor de stadsdienst in Arnhem. Deze bussen, voor Hermes die onder de naam Breng ging rijden, werden geleverd in 2013, 2015, 2016 en 2017. De bussen die eerst bij Novio reden, werden door Hermes overgenomen.
De stoelen in de Arnhemse trolleybussen zijn van Vogelsitze, type Pino 300.

### Inzetgebieden
| Bedrijf                  | Generatie | Bouwjaar  | Aantal    | Series         | Inzet        | Opmerkingen                                                            | Afbeelding |
| Duitsland                | Duitsland | Duitsland | Duitsland | Duitsland      | Duitsland    | Duitsland                                                              | Duitsland  |
| ------------------------ | --------- | --------- | --------- | -------------- | ------------ | ---------------------------------------------------------------------- | ---------- |
| Oberleitungsbus Solingen | 3e        |           | 15        | 951-965        | Solingen     | Driedeursvariant, volgens het nieuwe ontwerp                           |            |
| Frankrijk                |           |           |           |                |              |                                                                        |            |
| TCL                      | 4e        |           | 4         | 901-904        | Limoges      | Volgens een speciaal ontwerp                                           |            |
| Nederland                |           |           |           |                |              |                                                                        |            |
| Hermes                   | 3e        | 2009      | 9         | 5234-5242      | Arnhem       | Driedeurs variant, volgens het nieuwe ontwerp. Ex-Novio                |            |
| Hermes                   | 4e        | 2013      | 11        | 5243-5253      | Arnhem       | Driedeurs variant, volgens het oude ontwerp van de derde generatie     |            |
| Hermes                   | 4e        | 2015      | 5         | 5254-5258      | Arnhem       | Driedeurs variant, volgens het oude ontwerp van de derde generatie     |            |
| Hermes                   | 4e        | 2016      | 5         | 5259-5263      | Arnhem       | Driedeurs variant, volgens het oude ontwerp van de derde generatie     |            |
| Hermes                   | 4e        | 2017      | 10        | 5264-5273      | Arnhem       | Driedeurs variant, volgens het oude ontwerp van de derde generatie     |            |
| Zwitserland              |           |           |           |                |              |                                                                        |            |
| Bernmobil                | 2e        |           | 20        | 1-20           | Bern         |                                                                        |            |
| Bernmobil                | 5e        |           | 17        | 21-37          | Bern         |                                                                        |            |
| Stadtbus Winterthur      | 3e        |           | 24        | 101-124        | Winterthur   |                                                                        |            |
| TL                       | 3e        |           | 35        | 831-865        | Lausanne     | Volgens het nieuwe ontwerp                                             |            |
| TL                       | 4e        |           | 27        | 866-892        | Lausanne     |                                                                        |            |
| TPF                      | 3e        |           | 9         | 513-521        | Fribourg     | Volgens het oude ontwerp                                               |            |
| TPF                      | 3e        |           | 12        | 522-533        | Fribourg     | Volgens het nieuwe ontwerp                                             |            |
| TPG                      | 1e        |           | 13        | 701-713, (721) | Genève       | 709 werd in 2003 omgebouwd naar een Hess lighTram en kreeg nummer 721. |            |
| TPG                      | 3e        |           | 38        | 731-768        | Genève       | Volgens het oude ontwerp                                               |            |
| TPG                      | 4e        |           | 1         | 1397           | Genève       | Prototype                                                              |            |
| TRN                      | 2e        |           | 5         | 121-125        | Neuchâtel    |                                                                        |            |
| TRN                      | 3e        |           | 20        | 131-150        | Neuchâtel    | Volgens het nieuwe ontwerp.                                            |            |
| Trolleybus St. Gallen    | 3e        |           | 17        | 171-187        | Sankt Gallen | Volgens het nieuwe ontwerp                                             |            |
| Trolleybus Winterthur    | 3e        |           | 21        | 101-121        | Winterthur   | Driedeursvariant Volgens het nieuwe ontwerp                            |            |
| VB                       | 2e        |           | 10        | 81-90          | Biel         |                                                                        |            |
| VB                       | 3e        |           | 10        | 51-60          | Biel         | Volgens het nieuwe ontwerp                                             |            |
| VB                       | 5e        |           | 10        | ??             | Biel         |                                                                        |            |
| VBL                      | 3e        |           | 10        | 201-210        | Luzern       | Volgens het oude ontwerp                                               |            |
| VBL                      | 3e        |           | 16        | 211-226        | Luzern       | Volgens het nieuwe ontwerp                                             |            |
| VBL                      | 4e        |           | 4         | 227-230        | Luzern       |                                                                        |            |
| VBSH                     | 1e        |           | 8         | 111-118        | Schaffhausen |                                                                        |            |
| VBSH                     | 3e        |           | 7         | 101-107        | Schaffhausen | Volgens het nieuwe ontwerp                                             |            |
| VBZ                      | 3e        |           | 23        | 144-161        | Zürich       | Volgens het nieuwe ontwerp                                             |            |
| VBZ                      | 4e        |           | 21        | 162-182        | Zürich       |                                                                        |            |